# Stipulicida
Stipulicida é um género de plantas com flores pertencentes à família Caryophyllaceae.
A sua distribuição nativa é sudeste dos EUA a Cuba.
Espécies:
- Stipulicida lacerata (C.W.James) D.B.Poind., K.E.Benn. & Weakley
- Stipulicida setacea Michx.